# Kotophora
Kotophora is een geslacht van halfvleugeligen uit de familie Aphrophoridae. De wetenschappelijke naam van dit geslacht is voor het eerst geldig gepubliceerd in 1940 door Matsumura.

## Soorten
Het geslacht Kotophora  is monotypisch en omvat slechts de volgende soort:
- Kotophora botelensis (Matsumura, 1938)